# John Romita, Jr.
John Salvatore Romita, Jr. (Nueva York, 17 de agosto de 1956) es un historietista estadounidense, conocido por su amplio trabajo para Marvel Comics desde la década de 1970 hasta la década de 2000. Comúnmente se le conoce por las iniciales JRJR (abreviación de John Romita Jr.).

## Carrera
John Romita es hijo de John Romita Sr., el cocreador de numerosas historias notables de Spider-Man durante las décadas de 1960 y 1970. Comenzó su carrera en Marvel UK, haciendo esbozos para portadas de reimpresiones. Su debut en América fue con la historia de seis páginas titulada Chaos at the Coffee Bean! en el número 11 Amazing Spider-Man Annual (1977).
La popularidad inicial de Romita se basó en su periodo en Iron Man con el escritor David Michelinie y el entintador Bob Layton que comenzó en 1978. A principios de la década de 1980, tenía su primer periodo regular en Amazing Spider-Man y era también el artista para el lanzamiento de la serie de historietas de Dazzler. Trabajando con el escritor Roger Stern en Spiderman, cocreó al personaje Hobgoblin y dibujó una edición en la que Spiderman se encontraría con Juggernaut y el villano terminaría atrapado en cimientos de cemento. De 1983 a 1986 trabajó en Uncanny X-Men con Dan Green y el autor Chris Claremont lo que le trajo una inmensa popularidad, debido a que los X-Men se habían convertido en un fenómeno dentro de la industria del cómic en ese momento. Regresaría a un segundo periodo muy exitoso a Uncanny X-Men en 1993.
A finales de la década de 1980 y principios de la década de 1990, Romita realizó un aclamado trabajo en Daredevil con la escritora Ann Nocenti y el entintador ganador de un Premio Eisner, Al Williamson, recordado por su creación de la villana de Daredevil, Typhoid Mary. Trabajando en Daredevil, Romita definió su estilo y dejó atrás cualquier incertidumbre que estaba aún presente en su trabajo en X-Men.
Romita después colaboraría con Frank Miller en la historia del origen de Daredevil titulada, Daredevil: The Man Without Fear, una revisión del origen de Daredevil. Romita trabajó en varios títulos para Marvel durante la década de 1990: The Punisher War Zone, la miniserie Cable, The Mighty Thor, un regreso a Iron Man para la línea argumental Armor Wars escrita por John Byrne, y en el crossover Punisher/Batman .
En la década de 2000, Romita volvió a ser notorio por su periodo ilustrando The Amazing Spider-Man para el escritor J. Michael Straczynski. Dibujó Wolverine con el autor Mark Millar para Marvel. En el año 2004, el proyecto creado por Romita, The Gray Area, fue publicado por Image Comics. Las ilustraciones de Romita han aparecido en Black Panther, The Sentry y Ultimate Vision, una historia secundaria presentada en el Universo Ultimate de Marvel, escrita por Mark Millar.
En 2006 Romita colaboró con el escritor Neil Gaiman en la reinterpretación de Los Eternos de Jack Kirby. Tras completar The Eternals, Romita trabajó con Greg Park en el crossover de 2007 de Marvel, World War Hulk.
En 2008, volvió otra vez a The Amazing Spider-Man. También colaboró con Mark Millar en un proyecto propio llamado Kick-Ass  publicado por el sello de Marvel Icon Comics, además dirigió un flashback animado en el 2010 en la película del director Matthew Vaughn basada en este cómic.
A principios de 2014 el mundo del cómic se sacude con la noticia de que DC ficha a John Romita Jr. para que dibuje Superman. John Romita Jr. comienza, junto al guionista Geoff Johns, en el número 32 del vólumen 3 de Superman habiendo dibujado 4 números hasta la fecha.

## Obra

### Historietas
- The Invincible Iron Man #115-117, 119-121, 123-128, 141-153 (1978-1981)
- Contest of Champions #1-3 (1982). La primera miniserie de Marvel miniseries, presentando a la mayoría de los héroes de la compañía en ese entonces.
- The amazing Spider-Man #204, 208, 210-218, 223-227, 229-236, 238-250 (1980-1984)
- Dazzler #1-3 (1981)
- Uncanny X-Men #175- 185, 187-197, 199-200, 202-203, 206-211 (1983-1986)
- Star Brand #1-7 (1986-87)
- The amazing Spider-Man #290-291 (1987)
- Daredevil #250-257, 259-263, 265-276, 278-282 (1988-1990)
- The Invincible Iron Man #256, 258-266 (1990-1991)
- Uncanny X-Men #287 (1992)
- Cable: Blood and Metal #1-2 (1992). Miniserie de 2 ediciones.
- The Punisher War Zone #1-8 (1992)
- Uncanny X-Men #300-302, 304, 306-311 (1993-1994)
- Daredevil: Man Without Fear #1-5 (1993-94). Miniserie de 5 ediciones con el escritor Frank Miller.
- Punisher/Batman (Marvel/DC, 1994)
- Spider-Man: The Lost Years #1-3 & 0 (1995). Miniserie de 3 ediciones, más un edición #0.
- The amazing Spider-Man #400, 432 (1995, 1998)
- Peter Parker: Spiderman Vol.2 #75-76, 78-84, 86-92, 94-95, 97-98 & Vol.3 #1-3, 6-12, 14-17, 19 (1996-2000). Please note: After Vol.2 #98 (final de la línea argumental "The Final chapter") la serie fue enumerada de nuevo y relanzada, y la siguiente edición fue publicada como Peter Parker Spiderman Vol.3 #1.
- Thorion of the New Asgods #1 (1997). Parte de la segunda ola de historietas "Amalgam" publicada por Marvel y DC en conjunto, presentando a personajes mezclados de ambas continuidades. Thorion fue una mezcla de Thor y Orion.
- Thor Vol. 2 #1-8, 10-13, 16-18, 22-25 (1998-2000)
- The amazing Spider-Man Vol. 2 #22-28, 30-58 & Vol. 1 #500-508 (2000-2004). Nota: Después de la edición Vol. 2 #58, la serie fue enumerada de nuevo, y la siguiente edición publicada fue Amazing Spider-man Vol. 1 #500.
- Hulk Vol.2 #24-25, 27-28, 34-39 (2001-2002). Con los escritores Paul Jenkins (#24-25, 27-28) y Bruce Jones (#34-39).
- The Gray Area #1-3 (Image Comics, 2004). Creador y propietario de la miniserie de 3 ediciones con el escritor Glen Brunswick.
- Wolverine Vol.2 #20-31 (2004-2005). With writer Mark Millar.
- Ultimate Vision (2005) Historia de 6 partes con el escritor Mark Millar, publicada como un flip-book de 4 páginas en los tres títulos de la línea Ultimate de noviembre a diciembre.
- Black Panther Vol.3 #1-6 (2005). Historia de 6 números, "Who is the Black Panther".
- The Sentry Vol.2 #1-8 (2005-2006). Miniserie de 8 números con el escritor Paul Jenkins.
- Eternals #1-7 (2006). Con el escritor Neil Gaiman.
- World War Hulk #1-5 (2007). Con el escritor Greg Park.
- The last Fantastic Four story (2007). Con el escritor Stan Lee.
- Kick-Ass #1-7 (2008-presente). Serie para la línea Icon de Marvel. Con el escritor Mark Millar.
- Los Vengadores Vol. 4 #1-12, #14, #16 y #17 (2010-2011). Junto al escritor Brian Michael Bendis.
- Avengers vs X-men #1-5 (2012). Junto a los escritores: Brian Michael Bendis (#1), Jason Aaron (#2), Ed Brubaker (#3), Jonathan Hickman (#4) y Matt Fraction (#5).
- Captain America Vol. 7 #1-10. Con el escritor Rick Remender.

Nota: Todas las historietas fueron publicadas por Marvel Comics, excepto The Gray Area (por Image Comics), Thorion of the new Asgods (por Amalgam Comics, co-publicada por Marvel y DC) y Batman / Punisher (co-publicada por Marvel y DC).

### Compilaciones

#### Marvel Comics
- Marvel Visionaries: John Romita Jr. (Pasta dura)
- Wolverine: Enemy of the State (Volume 1) (Pasta dura)
- Wolverine: Enemy of the State (Volume 2) (Pasta dura)
- Black Panther: Who is the Black Panther? (Pasta dura)
- Iron Man: Demon in a Bottle (Reimpresiones de Iron Man #120-128)
- Iron Man and Doctor Doom
- Daredevil: The Man Without Fear
- Punisher vs. Daredevil
- Hulk: Return of the Monster
- Thor: The Dark Gods (Reimpresiones Thor #9-13)
- Spider-Man: The Origin of the Hobgoblin
- Spider-Man: The Lost Years
- Amazing Spider-Man Volume 1: Coming Home (Reimpresiones #30-35)
- Amazing Spider-Man Volume 2: Revelations (Reimpresiones #36-39)
- Amazing Spider-Man Volume 3: Until the Stars Turn Cold (Reimpresiones #40-45)
- Amazing Spider-Man Volume 4: The Life and Death of Spiders (Reimpresiones #46-50)
- Amazing Spider-Man Volume 5: Unintended Consequences (Reimpresiones #51-56)
- Amazing Spider-Man Volume 6: Happy Birthday (Reimpresiones #57-58,500-502)
- Amazing Spider-Man Volume 7: The Book of Ezekiel (Reimpresiones #503-508)
- Sentry: Reborn

#### Image Comics
- Gray Area: All Of This Can Be Yours